# شهر تاریخی سیراوند
شهر تاریخی سیراوند یا سیجاوند مربوط به دوران‌های تاریخی پس از اسلام است و در شهرستان خواف، ۱۲ کیلومتری غرب چمن آباد واقع شده.
این اثر در تاریخ ۱۲ شهریور ۱۳۸۰ با شمارهٔ ثبت ۳۷۷۴ به‌عنوان یکی از آثار ملی ایران به ثبت رسیده است.‌‌‌

## آثار تاریخی
- بنای سنگی سیجاوند
- آب انبار سیجاوند
- محوطه سیجاوند
- مزار شیخ قطب الدین